# Clique lateral
Os cliques laterais são cliques encontrados frequentemente nas línguas africanas.
Cliques laterais comuns são:
| IPA I        | IPA II         |  |
| ------------ | -------------- |  |
| ⟨ǁ⟩ or ⟨ʖ⟩   |                |  |
| ⟨ǁʰ⟩ or ⟨ʖʰ⟩ |                |  |
| ⟨ǁ̬⟩ or ⟨ʖ̬⟩   | ⟨ᶢǁ⟩ or ⟨ᶢʖ⟩   |  |
| ⟨ǁ̃⟩ or ⟨ʖ̃⟩   | ⟨ᵑǁ⟩ or ⟨ᵑʖ⟩   |  |
| ⟨ǁ̥̃ʰ⟩ or ⟨ʖ̥̃ʰ⟩ | ⟨ᵑ̊ǁʰ⟩ or ⟨ᵑ̊ʖʰ⟩ |  |
| ⟨ǁ̃ˀ⟩ or ⟨ʖ̃ˀ⟩ | ⟨ᵑǁˀ⟩ or ⟨ᵑʖˀ⟩ |  |